# Distretto di Wujiagang
Il distretto di Wujiagang (伍家岗区S, Wǔjiāgǎng QūP) è un distretto della Cina, situato nella provincia di Hubei e amministrato dalla prefettura di Yichang.